# Christoph III. von der Schulenburg

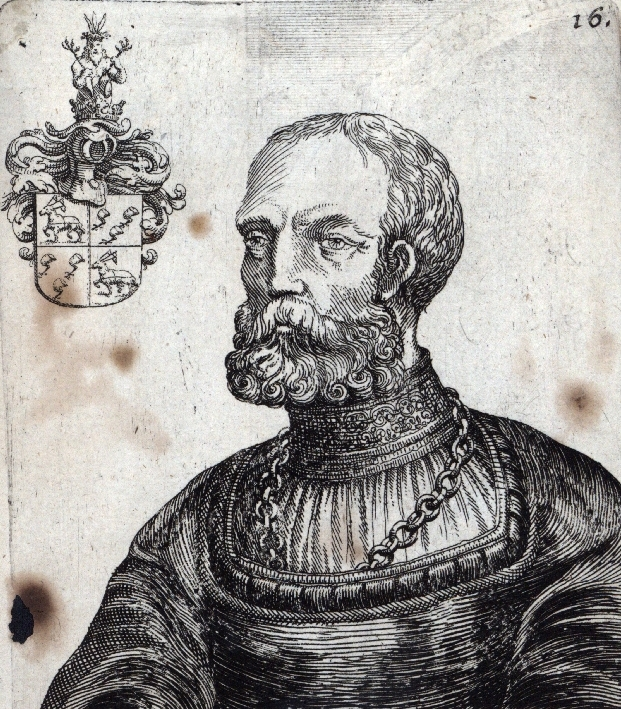
Christoph von der Schulenburg

Christoph (III.) von der Schulenburg (* 1502; † 27. Oktober 1570) war Rat im Herzogtum Braunschweig.

## Leben

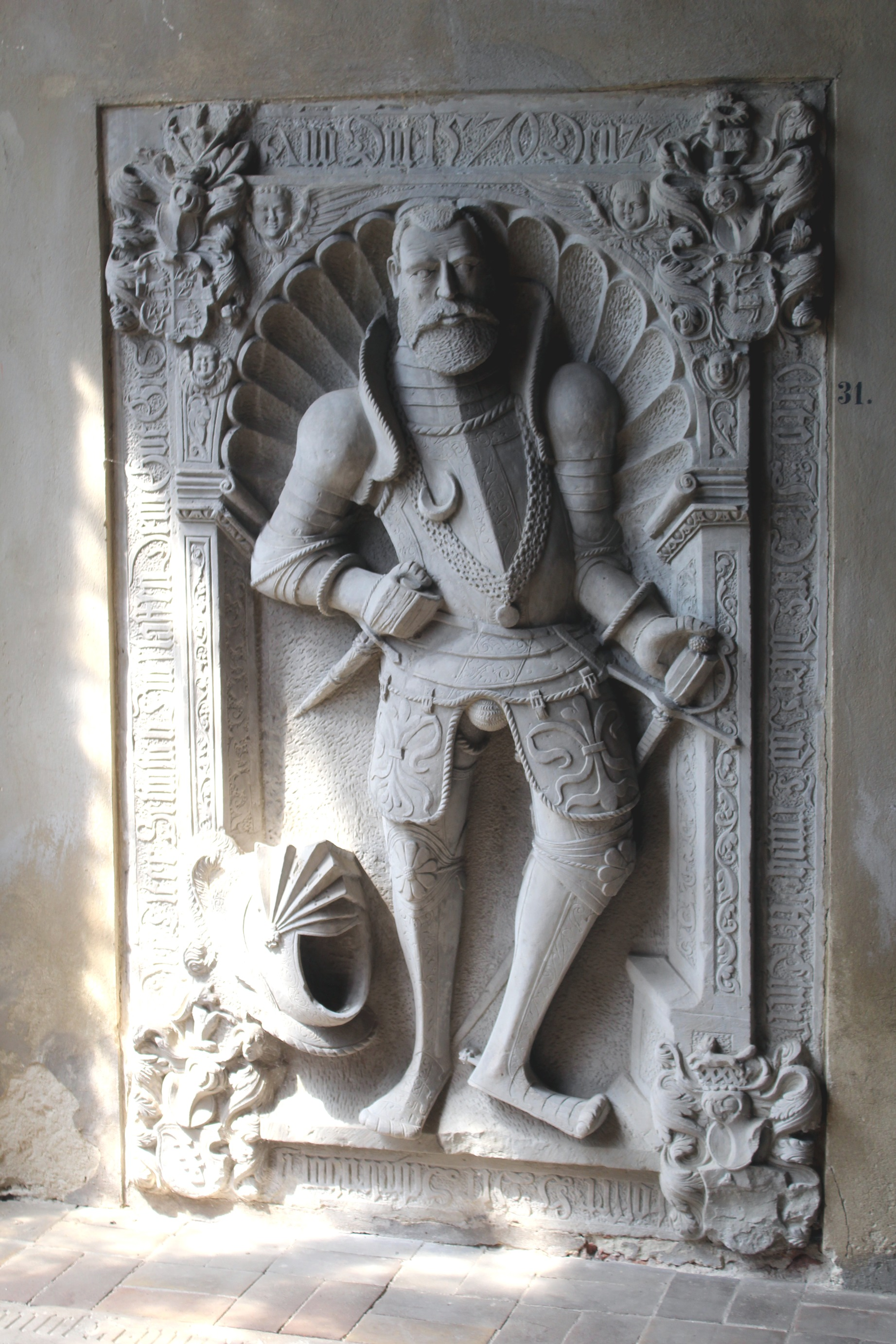
Grabplatte von Christoph von der Schulenburg im Havelberger Dom

Der Vater Bernhard X. von der Schulenburg gehörte zum mittleren Ast der weißen Linie der Familie. Die Mutter war Margareta von Bodendiek.
Christoph von der Schulenburg war Rat von Herzog Heinrich II. von Braunschweig-Wolfenbüttel. Er besaß ein Zwölftel des Stammsitzes der Familie in Beetzendorf und ein Drittel in Angern, dazu war er Pfandherr im Amt Neumark bei Helmstedt, im Amt Lichtenberg und in Neuenbrügge, alle damals zum Herzogtum Braunschweig gehörend. Auf Grund von finanziellen Schwierigkeiten musste er einen großen Teil seines Besitzes abgeben, darunter in Beetzendorf und Angern.
Die letzten Lebensjahre lebte Christoph von der Schulenburg bei seinem ältesten Sohn Levin (in Magdeburg?). Seine Grabplatte befindet sich in einer Seitenkapelle des Havelberger Doms.
Christoph von der Schulenburg war zweimal verheiratet.
Mit Anna von Alvensleben hatte er 15 Kinder, darunter
- Levin II. (1528–1587), Domdechant in Magdeburg
- Christoph VII. (1529–1588), Domherr in Havelberg

Mit Gisela von der Knesebeck (1524–1598) hatte er zwölf Kinder, darunter
- Joachim Johann Georg I. (1556–1633), herzoglich-braunschweigischer Rat